# España otra vez
España otra vez é um filme de drama espanhol de 1969 dirigido e escrito por Jaime Camino. Foi selecionado como representante da Espanha à edição do Oscar 1970, organizada pela Academia de Artes e Ciências Cinematográficas.

## Elenco
- Manuela Vargas - María
- Mark Stevens - Dr. David Foster
- Marianne Koch - Kathy Foster
- Enrique Giménez - Maestro Miguel
- Luis Serret - Manuel Oliver
- Luis Ciges - Padre Jacinto